# Behaviour Santiago
Behaviour Santiago (anciennement Wanako Studios) est un développeur de jeux vidéo chilien détenu en propriété exclusive par Behaviour Interactive. Le studio qui s’appelle maintenant Behaviour Santiago développe des jeux téléchargeables pour Microsoft Windows, Xbox Live Arcade, PlayStation Network et Nintendo Wii. Par le passé, le studio a également créé de nombreux jeux populaires pour WildTangent, y compris Jewel Thief et Blackhawk Striker 2, ainsi que pour THQ et Ford. Récemment, le studio a développé Tetris pour PlayStation Network, et Doritos Crash Course pour Xbox 360, dans le cadre du défi Unlock Xbox de Doritos.

## Histoire
Le studio a été fondé en 2002 par Esteban Sosnik, Tiburcio de la Carcova et Wenceslao Casares. Le siège social était alors situé dans la ville de New York et l’un des sites principaux à Santiago au Chili. L’objectif du studio était de profiter du talent des développeurs de logiciels d’Amérique latine. Le studio est d’ailleurs le plus important en Amérique latine. 
Le 20 février 2007, Wanako annonçait qu’il avait été acheté par Sierra Entertainment et Vivendi Games. Au cours de la même semaine, le gestionnaire de jeux Xbox Live Arcade, Ross Erickson, a quitté Microsoft pour se joindre à son organisation sœur Sierra Online. Le 20 novembre 2008, Artificial Mind & Movement, le développeur indépendant le plus important au Canada, faisait l’acquisition de Wanako Studios. Le 8 novembre 2010, Artificial Mind & Movement changeait de nom et devenait Behaviour Interactive.

## Liste des jeux vidéo
| Année | Titre                          | Plateforme(s) | Plateforme(s) | Plateforme(s) |
| Année | Titre                          | PS3           | Win           | X360          |
| ----- | ------------------------------ | ------------- | ------------- | ------------- |
| 2004  | Ford Virtual Racing            | Non           | Oui           | Non           |
| 2004  | Cut to the Beat                | Non           | Oui           | Non           |
| 2004  | Blackhawk Striker 2            | Non           | Oui           | Non           |
| 2004  | Groove-O-Matic                 | Non           | Oui           | Non           |
| 2004  | Phoenix Assault                | Non           | Oui           | Non           |
| 2005  | Polar Tubing                   | Non           | Oui           | Non           |
| 2005  | EverGirl                       | Non           | Oui           | Non           |
| 2005  | Jewel Thief                    | Non           | Oui           | Non           |
| 2005  | Tornado Jockey                 | Non           | Oui           | Non           |
| 2006  | Blasterball 3                  | Non           | Oui           | Non           |
| 2006  | Assault Heroes                 | Oui           | Oui           | Oui           |
| 2007  | Sea Life Safari                | Non           | Oui           | Oui           |
| 2007  | 3D Ultra Minigolf Adventures   | Non           | Oui           | Oui           |
| 2007  | Arkadian Warriors              | Non           | Oui           | Oui           |
| 2008  | Assault Heroes 2               | Oui           | Non           | Oui           |
| 2009  | Revenge of the Wounded Dragons | Oui           | Non           | Non           |
| 2010  | 3D Ultra Minigolf Adventures 2 | Oui           | Non           | Oui           |
| 2010  | Doritos Crash Course           | Non           | Non           | Oui           |
| 2010  | Tetris PSN                     | Oui           | Non           | Non           |
| 2011  | Wipeout in the Zone            | Non           | Non           | Oui           |
| 2011  | Voltron                        | Oui           | Non           | Oui           |
| 2011  | Ghostbusters: Sanctum of Slime | Oui           | Oui           | Oui           |